# Parafia Chrystusa Króla i św. Teresy od Dzieciątka Jezus w Wilnie
Parafia Chrystusa Króla i św. Teresy od Dzieciątka Jezus w Wilnie (lt. Kristaus Karaliaus ir Šv. Kūdikėlio Jėzaus Teresės parapija) – parafia rzymskokatolicka administracyjnie należąca do dekanatu nowowilejskiego archidiecezji wileńskiej. 